# 南京西路1418号郭氏兄弟楼

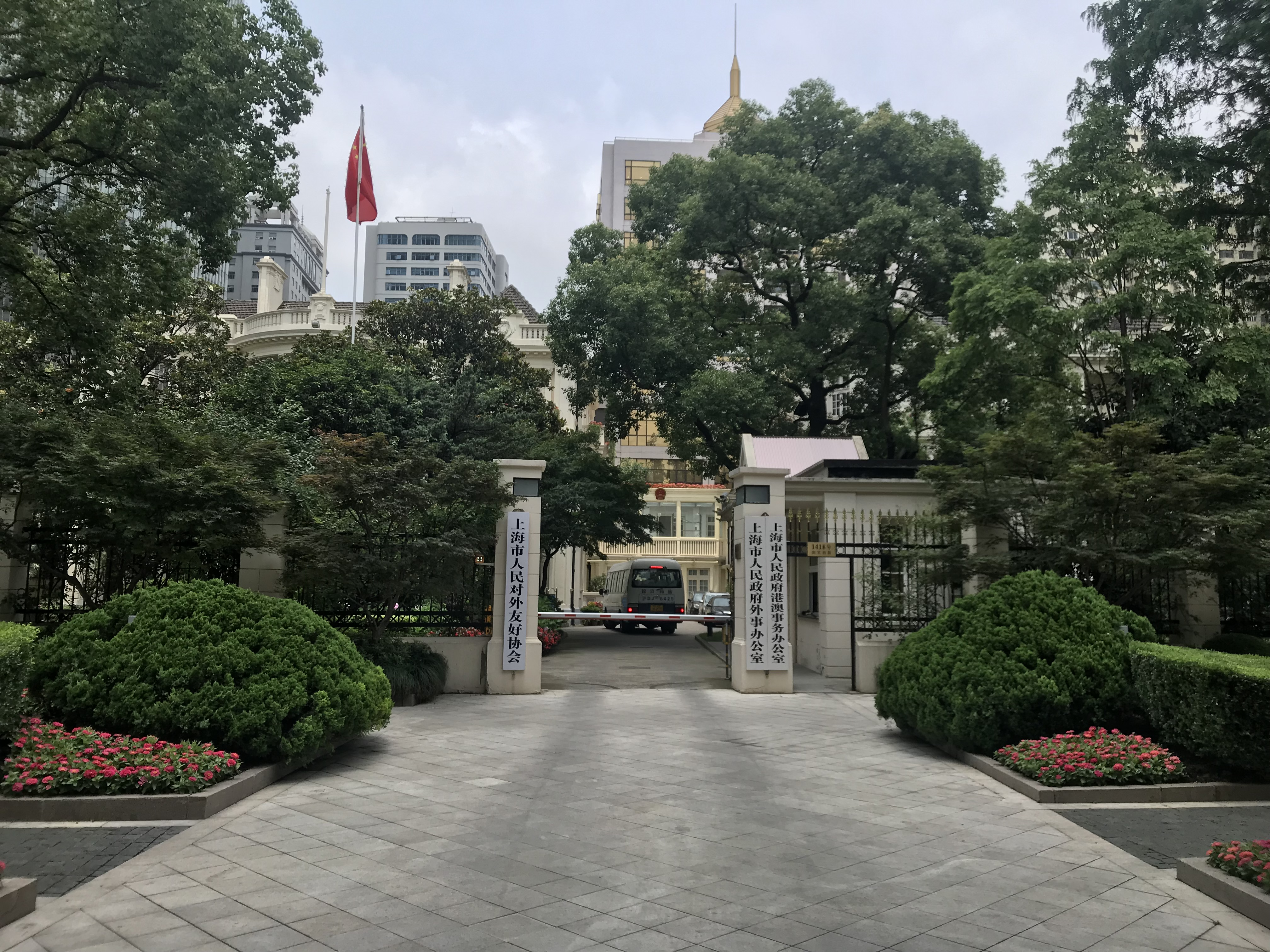
现上海市人民政府外事办公室

南京西路1418号郭氏兄弟楼是位于上海市静安区南京西路1400-1418号的两幢历史建筑，原为郭沛勳家族的成员，永安百貨的創辦人，上海永安公司老板郭乐（排行第二，1874年-1956）和上海永安纺织公司经理郭顺（排行第六）兄弟的住宅，建于1926年。现为上海市人民政府外事办公室。
郭氏兄弟楼位于上海公共租界西区的主干道静安寺路（今南京西路）1400-1418号，西侧毗邻哈同路，静安寺路对面是英国籍犹太地产大亨哈同的豪宅，著名的爱俪园（哈同花园），西侧不远处是华人地产大王程霖生的产业--南京西路1522弄住宅，以及静安寺路1550号的程霖生公馆。郭氏兄弟楼由公和洋行设计，陶桂记营造厂承建。采用法国文艺复兴风格，立面三层分别采用塔式干、爱奥尼和科林斯三种柱式，天花板饰有彩绘。花园占地广阔，设有雕塑喷泉。
1994年，该建筑列为第二批上海市优秀历史建筑。2014年4月4日， 南京西路1400－1418号住宅被列为第八批上海市文物保护单位。